# Вилньов д'Аск
Вилньо̀в д'Аск (на френски: Villeneuve d'Ascq) е град в Северна Франция. Разположен е в департамент Нор на регион О дьо Франс. Той е град сателит на Лил. Отстои на около 10 км източно от Лил и на около 10 км западно от границата с Белгия. Има жп гара по линията от Лил до белгийския град Турне. Населението му е 61 151 жители по данни от преброяването през 2006 г.